# San Pietro liberato dal carcere (Pietro Novelli)
San Pietro liberato dal carcere è un dipinto a olio su tela di Pietro Novelli. È conservato presso la Galleria Regionale del Palazzo Abatellis di Palermo. Proviene dalla non più esistente chiesa di San Pietro in Vincoli, distrutta a causa dei bombardamenti aerei su Palermo del 7 gennaio 1943.